# 大衛·威爾森
大衛·威爾森（英語：David Wilson，1966年5月25日—），加拿大前花式滑冰運動員，目前於多倫多板球與滑冰俱樂部擔任編舞。
因為被診斷出患有奧斯古德氏症（脛骨粗隆骨軟骨炎），他的選手生涯很短暫。十八歲那年接受膝蓋手術後，威爾森便隨冰之惡作劇在北美巡演，後來又參加冰上節日赴歐巡演。
其後威爾森與男友尚·皮耶·包伊（Jean-Pierre Boyer）定居蒙特婁，並展開編舞事業。塞巴斯提安·布里頓是他最初有突破表現的客戶，而他最知名的客戶有金妍兒、布萊恩·奧瑟、龐清與佟健。